# Miklós Szentkuthy

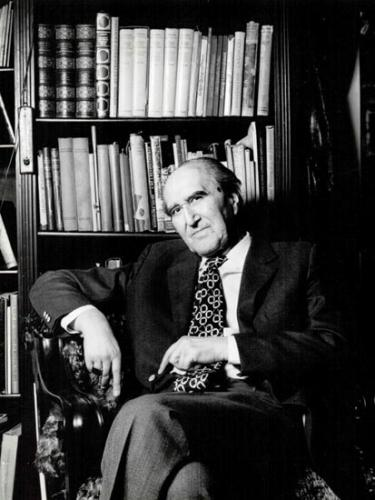
Miklós Szentkuthy (Foto: Laszlo Csigo)

Miklós Szentkuthy (geboren als Miklós Pfisterer 2. Juni 1908 in Budapest, Österreich-Ungarn; gestorben 18. Juli 1988 in Budapest) war ein ungarischer Schriftsteller und bedeutender Romancier des 20. Jahrhunderts.

## Leben und Werk
Szentkuthys Werk umfasst zahlreiche Romane, Essays, Übersetzungen und sein voluminöses Tagebuch aus den Jahren 1930–1988. Durch seine schriftstellerischen Werke Prae, das 10-bändige Breviarium St. Orpheus’ und Zu der einzigen Metapher nimmt er eine sehr bedeutende Stellung in der ungarischen Literatur des 20. Jahrhunderts ein. Sein Œuvre wurde teilweise ins Französische, Spanische, Portugiesische, Rumänische, Slowakische und Englische übersetzt. In halbfiktiven Biographien (unter anderem zu Händel, Haydn, Mozart, Brunelleschi, Cicero, Goethe, Luther) schrieb Szentkuthy imaginäre Chroniken, die den literarischen Experimenten von Jorge Luis Borges ähneln.
Szentkuthy war 26 Jahre alt, als sein Monumentalwerk, der Prae 1934 erschien und es wurde mit Prousts Auf der Suche nach der verlorenen Zeit und mit Joyce’ Ulysses verglichen. Inhaltlich und formal ist der Roman, der mit allen konventionellen Strukturen bricht, bahnbrechend in der ungarischen Literaturgeschichte. Er bietet ein unvergleichbares Panorama der 1920er Jahre der europäischen Philosophie und Kultur. 1980 erschien er in zweiter Auflage.
Seit den 1920er-Jahren arbeitete Szentkuthy an dem historischen Romanzyklus Breviarium von St.Orpheus, dessen erster Band 1938 mit dem Titel Marginalien an Casanova erschien und gleich einen Skandal auslöste. Die Anklage wegen Blasphemie wurde fallen gelassen, das Buch kam aber auf die schwarze Liste und verschwand von dem Buchmarkt. In den folgenden Jahren hat er das Werk mit den Fortsetzungen Schwarze Renaissance, Escorial, Europa Minor, Cynthia, Geständnis und Puppenspiel ergänzt. 1972 trug die neue „Orpheus“-Fortsetzung, Das zweite Leben von Silvester II. zu dem Erfolg des gesamten Zyklus wesentlich bei. Mehrere Einzelbände wurden mehrfach verlegt und brachten dem Schriftsteller auch Anerkennung im Ausland. Fast alle großen Motive der letzten 2000-Jahre-europäischer Geschichte kommen als Gegenstand – in der Tradition der großen Erzähler wie Balzac und Zola – in dem Zyklus vor.
Im Jahr 1988 erschien der Interviewband Frivolitäten und Glaubensbekenntnisse mit seinen autobiographischen und zeitdokumentarischen Memoiren.
Im gleichen Jahr wurde er für sein Lebenswerk mit der höchsten ungarischen Auszeichnung, dem Kossuth-Preis im ungarischen Parlament geehrt.
Seine unveröffentlichten Manuskripte und manche fragmentarische Schriften wurden von seiner Mitarbeiterin und Nachlassverwalterin Frau Maria Müntzberger (Tompa) ediert, darunter sind Robert, der barocke Mensch und Der Spiegel von Narzissus sowie In den Spuren von Eurydike.
Das Petőfi-Literaturmuseum in Budapest bewahrt Szentkuthys bisher nicht veröffentlichte Tagebücher aus 1930–1988 (in Heftform ca. 80–100.000 Seiten) auf. Der erste Teil der Tagebücher wurde 2013, am 25. Todestag des Schriftstellers zugänglich, der zweite Teil (1948–1988) wird 2038 geöffnet. Für das ungarische Archiv sind diese Materialien ein großer Schatz zum Verständnis und zu der Interpretation des Phänomens Szentkuthy.

## Romane und Kurzgeschichten
- Prae (1934; 1980; 2004)
- Az egyetlen metafora felé (1935, 1985)
- Fejezet a szerelemről  (1936; 1984)
- Fekete Orpheus-füzetek 1. „Széljegyzetek Casanovához“ [Marginalia on Casanova] (1939; 2008); 2. Fekete Reneszánsz [Black Renaissance] (1939); 3. Eszkoriál(1940); 4. Europa minor (1941) 5. Cynthia (1941) 6. Vallomás és bábjáték (1942).
- Divertimento. Változatok Wolfgang Amadeus Mozart életére  (1957; 1976; 1998; 2006)
- Cicero vándorévei (1945; 1990)
- Doktor Haydn (1959; 1979; 2009)
- Burgundi krónika (1959; 1978)
- Hitvita és nászinduló: Wittenberg, Bizánc (1960)
- Arc és álarc (Johann Wolfgang Goethe) (1962; 1982)
- Megszabadított Jeruzsálem (1965)
- Saturnus fia [Albrecht Dürer életregénye] (1966; 1989)
- Angyali Gigi  (1966)
- Händel (1967; 1975)
- Meghatározások és szerepek(1969)
- Szent Orpheus breviáriuma    Vol.1.-10.
- Szárnyatlan oltárok: Burgundi krónika, Wittenberg  (1978)

Postum erschienen:
- Barokk Róbert (1991; 2002)
- Bianca Lanza di Casalanza (1994)
- Nárcisszus tükre (1995)
- Bezárult Európa (2000)
- Pendragon és XIII. Apolló (2008)
- Meghatározások és szerepek (1969)
- Múzsák testamentuma (1985)
- Iniciálék és ámenek (1987)
- Frivolitások és hitvallások (1988)
- Ágoston olvasás közben (1993)
- Az alázat kalendáriuma (1998)
- Fájdalmok és titkok játéka (2001)

Ins Deutsche übersetzt:
- Brevier des Sankt Orpheus, Auszug in: Pannonia, Nummer 1, 1985
- Auszug, in: Divertimento. Ein Lesebuch zur ungarischen Literatur. Ungarn Schwerpunkt der Frankfurter Buchmesse. Frankfurt, 1999
- Apropos Casanova: Das Brevier des Heiligen Orpheus. Übersetzung Timea Tankó, Nachwort György Dalos. Berlin : AB – Die Andere Bibliothek, 2020